# Дапкюнас, Андрей Вадимович
Андрей Вадимович Дапкюнас (бел. Андрэй Вадзімавіч Дапкюнас) (11 апреля 1963, Минск) — белорусский дипломат. Постоянный представитель Республики Беларусь в ООН в Нью-Йорке (2004—2017). Заместитель министра иностранных дел Республики Беларусь (2017—2020). Посол Республики Беларусь в Австрии, Словении и Словакии, постоянный представитель при ОБСЕ и международных организациях в Вене (с 2020).

## Биография
Родился 11 апреля 1963 года в Минске. В 1985 году окончил переводческий факультет Минского государственного педагогического института иностранных языков (специализация — английский и французский языки). В 1989—1990 гг. как аспирант-исследователь учился в Лондонской школе экономики. Кандидат философских наук (1991). Тема диссертации «Политическая культура молодежи Великобритании», защищена в БГУ.
В 1992—1994 гг. второй секретарь постоянного представительства Республики Беларусь при ООН в Нью-Йорке. Работал на различных руководящих должностях в МИД РБ.
В 1995—2004 гг. руководил американским региональным подразделением МИД Республики Беларусь.
В 2006 г был главой Исполнительного комитета Детского фонда ООН, ЮНИСЕФ (President of the Executive Board of the UN children’s Fund, UNICEF).
В 2008 г. был заместителем главы Экономического и Социального комитета ООН, ЭКОСОС (Vice-President of the United Nations Economic and Social Council, ECOSOC). Член исполнительного комитета Международной ассоциации постоянных представителей при ООН. Стал первым представителем РБ, который обратился к Генеральной ассамблее ООН на белорусском языке.
С 27 августа 2004 года по 4 февраля 2011 года — постоянный представитель Республики Беларусь в ООН в Нью-Йорке.
В феврале 2011 г., согласно указу президента РБ Александра Лукашенко, отозван из Нью-Йорка. Подозревался сотрудниками Комитета государственной безопасности РБ в связях с кандидатом в президенты РБ на выборах 2010 года Андреем Санниковым (экс-заместитель министра иностранных дел РБ). По итогам рассмотрения Дапкюнас снял с себя подозрения и 13 декабря 2011 года был снова назначен руководителем белорусской дипломатической миссии при ООН в Нью-Йорке, где под его руководством работал сын министра иностранных дел РБ Владимира Макея.
15 ноября 2016 г. выступил в Третьем комитете Генеральной Ассамблеи ООН против принятия резолюции, осуждающей ситуацию с правами человека в аннексированном Россией Крыму.
7 августа 2017 года был освобожден с должности представителя Республики Беларусь при ООН и назначен на должность заместителя министра иностранных дел.
20 июля 2020 года был назначен чрезвычайным и полномочным послом Республики Беларусь в Австрийской Республике и по совместительству в Словакии; постоянным представителем Республики Беларусь при международных организациях в Вене и по совместительству при Организации по безопасности и сотрудничеству в Европе (ОБСЕ).
21 октября 2024 года назначен послом в Словакии по совместительству.

## Семья
- Отец — Вадим Вячеславович Дапкюнас (1940 - 2023), уроженец Анадыря, белорусский театральный деятель и организатор театрального дела.
- Мать — Жанна Казимировна Дапкюнас (Касперович) (1941), уроженка Белостока, бывший директор Литературного музея Янки Купалы, основатель Международного фонда Янки Купалы, дочь Ядвиги Романовской — племянницы поэта Ивана Доминиковича Луцевича (Янки Купалы).